# Wescott
Wescott – miasto w Stanach Zjednoczonych, w stanie Wisconsin, w hrabstwie Shawano.